# Charles Lafitte

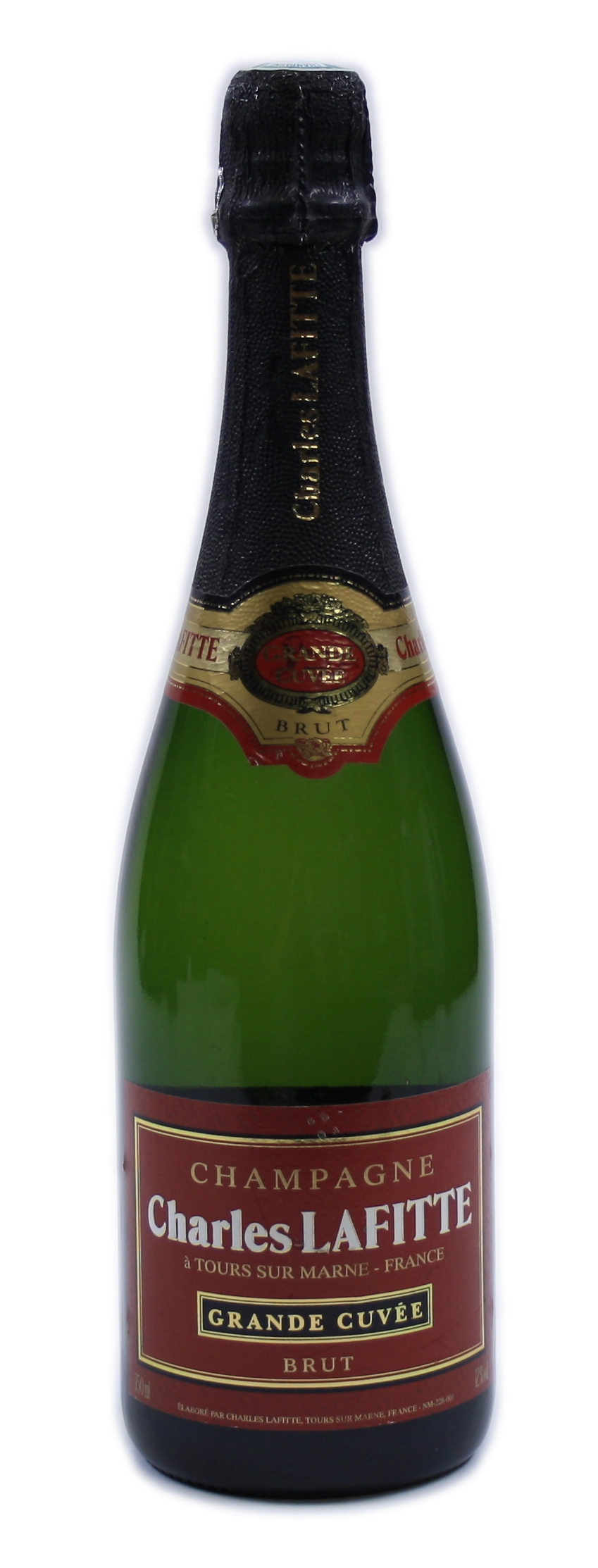
Champagne van Charles Lafitte

Charles Lafitte is een in 1848 in Épernay gesticht champagnehuis. Het bedrijf is eigendom van Vranken-Pommery Monopole. De cuvée de prestige is de Orgueil de France die alleen na een bovengemiddeld goede oogst wordt gemaakt.
Charles Lafitte Champagne is de huischampagne van de grote Britse supermarktketen Tesco. De naam is een samentrekking van "Charles" (veel gebruikt in Frankrijk en herinnerend aan "champagne Charlie", de bijnaam van Charles Heidsieck en "Lafitte" wat doet denken aan het kasteel Lafitte van de Rotschilds bij Bordeaux. 

## Geschiedenis
De geschiedenis van Charles Lafitte Champagne begint in Cognac, waar Jean Baptiste Lafitte in 1848 het merk Charles Lafitte & Cie oprichtte. Lafitte's idee was om wijnen en sterke dranken van hoge kwaliteit te creëren.   
In de jaren 1920,  bereikte het merk zijn hoogtepunt. Hoewel Charles Lafitte champagne al vroeg naam maakte in de wijn- en distilleries-industrie , werden de eerste champagneflessen pas in 1983 op de markt gebracht.  
In 2003, ter gelegenheid van de 20e verjaardag van het merk, nam Charles Lafitte het champagnehuis George Goulet over, een belangrijke gebeurtenis in de geschiedenis van het huis.  
Een essentieel onderdeel van het succes van deze champagne is het werk van Sabrina Roussel, de enige vrouwelijke keldermeester van haar generatie in de champagne-industrie. 

## Champagnes
De Charles Lafitte Champagne Grande Cuvée Brut is de Brut Sans Année de meest verkochte champagne en het visitekaartje van deze supermarktwijn. De assemblage uit 40% chardonnay, 30% pinot noir en 30% pinot meunier levert een gemiddelde champagne op. 
De vier andere champagnes van het huis zijn:
- Champagne Grand Cuvée 2008 Chardonnay
- Tour Sur Marne Millésimé Brut 2006, bij deze brut Millésimé zijn alle gebruikte druiven in hetzelfde jaar geplukt
- Champagne Belle Cuvée Brut
- Champagne Brut